# Oñacinos

Stemma araldico del casato degli Oñaz

Gli Oñacinos (in spagnolo) o Oinaztarrak (in basco) erano i sostenitori della casata degli Oñaz (o Oinaz) di Gipuzkoa. Questa fazione combatté in modo sanguinoso nel Medioevo contro i Gamboínos nelle cosiddette Guerre delle Bande.
Era guidato dalla casata dei Mendoza e aveva come alleati i Beaumontesi e la Corona di Castiglia.
Le famiglie di questa fazione sono state:
- Casato dei Loyola
- Casato dei Lazcano
- Casato degli Unzueta
- Casato dei Salazar
- Casato dei Butrón